# Leichtathletik-Weltmeisterschaften 2011/Teilnehmer (Türkei)
| Gelbes Symbol für Goldmedaillen mit stilisierten Olympischen Ringen | Graues Symbol für Silbermedaillen mit stilisierten Olympischen Ringen | Braundes Symbol für Bronzemedaillen mit stilisierten Olympischen Ringen |
| ------------------------------------------------------------------- | --------------------------------------------------------------------- | ----------------------------------------------------------------------- |
| —                                                                   | —                                                                     | —                                                                       |

Der türkische Leichtathletik-Verband stellte bei den Leichtathletik-Weltmeisterschaften 2011 im koreanischen Daegu 20 Teilnehmer.

## Ergebnisse

### Männer

#### Laufdisziplinen
| Athlet           | Disziplin   | Vorlauf | Vorlauf | Halbfinale | Halbfinale | Finale       | Finale |
| Athlet           | Disziplin   | Zeit    | Platz   | Zeit       | Platz      | Zeit         | Platz  |
| ---------------- | ----------- | ------- | ------- | ---------- | ---------- | ------------ | ------ |
| Abdurrahim Çelik | 20 km Gehen |         |         |            |            | 1:25:39 h    | 27     |
| Bekir Karayel    | Marathon    |         |         |            |            | 2:33:20 h SB | 47     |

#### Sprung/Wurf
| Athlet              | Disziplin  | Qualifikation | Qualifikation | Finale        | Finale        |
| Athlet              | Disziplin  | Weite/Höhe    | Platz         | Weite/Höhe    | Platz         |
| ------------------- | ---------- | ------------- | ------------- | ------------- | ------------- |
| Ercüment Olgundeniz | Diskuswurf | 60,86 m       | 25            | ausgeschieden | ausgeschieden |
| Eşref Apak          | Hammerwurf | 73,38 m       | 18            | ausgeschieden | ausgeschieden |
| Fatih Eryıldırım    | Hammerwurf | 69,37 m       | 28            | ausgeschieden | ausgeschieden |
| Fatih Avan          | Speerwurf  | 81,94 m       | 5             | 83,34 m       | 5             |

### Frauen

#### Laufdisziplinen
| Athletin                                             | Disziplin        | Vorlauf        | Vorlauf | Halbfinale    | Halbfinale    | Finale        | Finale        |
| Athletin                                             | Disziplin        | Zeit           | Platz   | Zeit          | Platz         | Zeit          | Platz         |
| ---------------------------------------------------- | ---------------- | -------------- | ------- | ------------- | ------------- | ------------- | ------------- |
| Pınar Saka                                           | 400 m            | 53,59 s        | 25      | ausgeschieden | ausgeschieden | ausgeschieden | ausgeschieden |
| Merve Aydın                                          | 800 m            | 2:04,88 min    | 32      | ausgeschieden | ausgeschieden | ausgeschieden | ausgeschieden |
| Aslı Çakır                                           | 1500 m           | 4:08,05 min    | 7       | 4:11,51 min   | 22            | ausgeschieden | ausgeschieden |
| Tuğba Karakaya                                       | 1500 m           | 4:10,38 min    | 12      | 4:08,58 min   | 8             | 4:08,14 min   | 8             |
| Alemitu Bekele                                       | 5000 m           | 15:38,25 min   | 17      |               |               | ausgeschieden | ausgeschieden |
| Nevin Yanıt                                          | 100 m Hürden     | 13,07 s SB     | 17      | 13,31 s       | 22            | ausgeschieden | ausgeschieden |
| Nagihan Karadere                                     | 400 m Hürden     | 56,76 s        | 26      | ausgeschieden | ausgeschieden | ausgeschieden | ausgeschieden |
| Birsen Yavuz                                         | 400 m Hürden     | 57,22 s        | 29      | ausgeschieden | ausgeschieden | ausgeschieden | ausgeschieden |
| Gülcan Mıngır                                        | 3000 m Hindernis | 10:04,83 min   | 26      |               |               | ausgeschieden | ausgeschieden |
| Binnaz Uslu1                                         | 3000 m Hindernis | 9:24,56 min NR | 2       |               |               | 9:31,06 min   | 7             |
| Semiha Mutlu                                         | 20 km Gehen      |                |         |               |               | DNF           | DNF           |
| Bahar Doğan                                          | Marathon         |                |         |               |               | 2:42:56 h     | 36            |
| Nagihan Karadere Birsen Yavuz Meliz Redif Pınar Saka | 4 × 400 m        | 3:32,15 min    | 14      |               |               | ausgeschieden | ausgeschieden |

1 nachträglich des Dopingvergehens überführt

#### Sprung/Wurf
| Athletin        | Disziplin  | Qualifikation | Qualifikation | Finale     | Finale |
| Athletin        | Disziplin  | Weite/Höhe    | Platz         | Weite/Höhe | Platz  |
| --------------- | ---------- | ------------- | ------------- | ---------- | ------ |
| Karin Melis Mey | Weitsprung | 6,52 m        | 11            | 6,44 m     | 8      |